# 金弦
金弦（1989年12月6日—），中國知名男性配音員，畢業於多倫多大學，2016年加入729聲工場。音色清亮华丽，常配青年角色，角色演绎准确出众，广受喜爱。

## 簡介
2001年，年僅12歲的金弦獨自前往加拿大求學，於2014年回國，畢業於多倫多大學。精通國語、英語、法語，略通西班牙語、義大利語、葡萄牙語、德語、日語。
2007年加入剪刀廣播劇團，使用ID《妖精の飞羽?》開始參與網路配音，是當時網配圈知名配音員之一，後期改用ID《蓝逸》。
2011年網配圈遭受大規模網暴導致諸多配音員退圈、淡圈，金弦當時也頗受影響加上課業繁重選擇淡圈，但憑藉著對配音的熱愛，這期間批過諸多馬甲參與少部分配音。
2013年開始漸漸轉為商業配音使用ID《左邊向北》。
2016年因早年與阿杰結識，在729聲工場成立時受邀加入，正式使用本名開啟專業配音工作。

### 影視相關作品
| 播出年份 | 劇名                               | 角色           | 備註                   |
| 2025年   | 動畫《時光代理人 英都篇》          | 夏斐           |                        |
| 2025年   | 動畫《神探小五》                   | 孔雀           |                        |
| 2025年   | 動畫《向火而生》                   | 肖景浩         |                        |
| 2025年   | 電視劇《韶華若錦》                 | 聞宗           |                        |
| 2025年   | 動畫《凸變英雄》                   | 劉真           |                        |
| 2025年   | 動畫《詭秘之主》                   | 倫納德·米切爾  |                        |
| 2025年   | 動畫《冰火魔廚》                   | 燕風           |                        |
| 2024年   | 動畫《金吾衛之風起金陵》           | 秦明           | - 配音導演：阿傑、金弦 |
| 2024年   | 動畫《全職高手 第三季》            | 周澤楷         |                        |
| 2024年   | 動畫《成何體統 第一季》            | 胥堯           |                        |
| 2024年   | 動畫電影《排球少年!!垃圾場決戰》   | 月島螢         |                        |
| 2024年   | 動畫《無聊就完結》                 | 王總           |                        |
| 2024年   | 動畫《有獸焉 第四季》              | 四不相         |                        |
| 2024年   | 動畫《有獸焉 第四季》              | 始麒麟         |                        |
| 2024年   | 動畫《英雄聯盟：雙城之戰 第二季》  | 萊斯特         | - Netflix國際中配版    |
| 2024年   | 動畫《全職高手榮耀小劇場》         | 周澤楷         |                        |
| 2024年   | 動畫《徒弟個個是大佬》             | 菩天           |                        |
| 2023年   | 動畫《我家大師兄有點靠譜》         | 逍遙渡影       |                        |
| 2023年   | 動畫《今天少主不在家》             | 松鼠鱖魚       |                        |
| 2023年   | 動畫《仙武傳》                     | 霍都           |                        |
| 2023年   | 動畫《排球少年 第三季 中配版》     | 月島螢         |                        |
| 2023年   | 電視劇《花戎》                     | 青渙           |                        |
| 2023年   | 動畫《時光代理人 第二季》          | 董易           |                        |
| 2023年   | 動畫《蓋世帝尊》                   | 武帝           |                        |
| 2023年   | 動畫《惡魔法則》                   | 索爾斯克亞     |                        |
| 2023年   | 動畫《仙王的日常生活 第四季》      | 卓異           |                        |
| 2022年   | 動畫《排球少年 第一季 中配版》     | 月島螢         |                        |
| 2022年   | 動畫《pop子和pipi美的日常 玄武篇》 | POP子          |                        |
| 2022年   | 動畫《pop子和pipi美的日常 玄武篇》 | 蒼井翔太       |                        |
| 2022年   | 動畫《君有雲》                     | 儒聖(東方小月) |                        |
| 2022年   | 電視劇《傳家》                     | 醫生           | - 外語配音（法語）     |
| 2022年   | 動畫《排球少年 第二季 中配版》     | 月島螢         |                        |
| 2022年   | 動畫《仙王的日常生活 第三季》      | 卓異           |                        |
| 2022年   | 動畫《絕代雙驕》                   | 江楓           |                        |
| 2022年   | 動畫《一念永恆 傳承篇》            | 上官天佑       |                        |
| 2022年   | 動畫《兩不疑 第二季》              | 國師(洛寒英)   |                        |

## 電視劇
2021年
- 1月，《玲瓏》
- 2月，《山河令》葉白衣（黃宥明飾）
- 3月，《十二譚》路謹之（劉昱晗飾）
- 6月，《千古玦塵》東華（張淞飾）
- 5月，《太空有點燙》球
- 8月，《偶然闖入的世界》佟方理（趙一貝飾）
- 10月，《星辰大海》※外語配音

2019年
- 7月，《全職高手》車前子（權沛倫飾）

### 電視動畫
2021年
- 4月，《時光代理人》董易
- 4月，《兩不疑》洛寒英(國師)
- 8月，《魔道祖師 完結篇》藍曦臣
- 8月，《時光代理人 散人特別篇》董易
- 10月，《仙王的日常生活 貳》卓異
- 12月，《大王饒命》知微
- 12月，《冰火魔廚》燕風

2020年
- 1月，《大王不高興》佰特/廣力君
- 1月，《仙王的日常生活》卓異
- 5月，《歷師》寒食
- 7月，《魔道祖師Q》藍曦臣
- 7月，《大王不高興2》佰特/廣力君
- 8月，《一念永恆》上官天佑
- 9月，《全職高手2》周澤楷
- 10月，《我家大師兄是個反派》逍遙渡影

2019年
- 8月，《魔道祖師 羨雲篇》藍曦臣
- 12月，《槍神記 血族秘史篇》該隱 ※第34集

2018年
- 2月，《槍神記 特工世界篇》該隱 ※第16-22集
- 4月，《我家大師兄腦子有坑》逍遙渡影
- 4月，《全職高手 特别篇》周澤楷
- 7月，《魔道祖師 前塵篇》藍曦臣
- 10月，《我家大師兄腦子有坑 特別篇》逍遙渡影

2017年
- 4月，《全職高手》周澤楷
- 11月，《狐妖小紅娘 南國篇》毒公子

## 商配
| 播出年份 | 平台         | 劇名                                 | 角色                  | 備註 |
| 2025年   | 漫播APP      | 《過氣天團 第一季》                  | 付榕                  | - 獵人瞳原著 - 漫播APP攜手729聲工場聯合出品 - 好有文化制作 - 配音導演：劉校妤                             |
| 2025年   | 漫播APP      | 《不對付》                           | 柏胤                  | - 回南雀原著 - 漫播APP攜手焙耳組聯合出品 - 配音導演：閻麽麽                                               |
| 2025年   | 多平台       | 《魔盒》                             | 馬里                  | - Carmen Pacheco、Manuel Bartual原著 - 瑞士國家旅遊局、729聲工場聯合出品 - 729聲工場制作 - 配音導演：劉琮 |
| 2025年   | 貓耳FM       | 《金剛不壞 第二季》                  | 丁昭                  | - 里傘原著 - 支枕工作室、729聲工場聯合出品 - 配音導演：楊天翔                                             |
| 2024年   | 喜馬拉雅FM   | 《人魚陷落》                         | 蘭波                  | - 麟潛原著 - 磨鐵出品 - 來青文化制作 - 配音導演：範哲琛                                                   |
| 2024年   | 貓耳FM       | 《太傅他人人喊打 第一季》            | 季懷真                | - 孟還原著 - 雲耶山耶工作室、729聲工場聯合出品 - 配音導演：劉琮                                           |
| 2024年   | 貓耳FM       | 《信息素說你不單純》                 | 謝斯然                | - 毛球球原著 - 貓耳FM、729聲工場聯合出品 - 20Hz工作室製作 - 配音導演：李詩萌                              |
| 2024年   | 貓耳FM       | 《水火難容》                         | 經鴻                  | - superpanda原著 - 糯聲文化製作出品 - 配音導演：DK                                                        |
| 2024年   | 漫播APP      | 《我乘風雪》                         | 裴長淮                | - 棄吳鈎原著 - 莘羽文化出品 - 配音導演：喬詩語                                                            |
| 2024年   | 貓耳FM       | 《反派他過分美麗 第一季》            | 孟重光                | - 騎鯨南去原著 - 支枕工作室、729聲工場聯合出品 - 配音導演：蘇尚卿                                         |
| 2024年   | 漫播APP      | 《山有木兮 第二季》                  | 姬珣                  | - 非天夜翔原著 - 漫播APP攜手鯨韻凱歌、OLD MAN聯合出品 - 配音導演：張凱                                    |
| 2024年   | 漫播APP      | 《深巷有光 第一季》                  | 秦青卓                | - 潭石原著 - 漫播APP攜手悅耳工作室、729聲工場聯合出品 - 配音導演：喬詩語                                  |
| 2024年   | 漫播APP      | 《在校生(軍校生)》                   | 陵雨                  | - 蝶之靈原著 - 729聲工場、漫播APP聯合出品 - 配音導演：金弦                                                |
| 2024年   | 貓耳FM       | 《落水沈沙 第一季》                  | 余望陵                | - 櫸木無青原著 - 昭音文化出品制作 - 配音導演：劉芊含                                                      |
| 2024年   | 貓耳FM       | 《穿成反派總裁小情人 第二季》        | 連景行                | - 林盎司原著 - 貓耳FM、729聲工場聯合出品 - 配音導演：張予佟                                               |
| 2024年   | 漫播APP      | 《銅雀鎖金釵》                       | 許杭                  | - 世味煮茶原著 - 漫播APP攜手支枕工作室、729聲工場、小桃夭工作室聯合出品 - 配音導演：劉校妤                |
| 2024年   | 貓耳FM       | 《山河枕 第一季》                    | 顧楚生                | - 墨書白原著 - 貓耳FM、支枕工作室、55號棚聯合出品 - 配音導演：趙嶺                                        |
| 2024年   | 漫播APP      | 《深巷有光 第二季 完結》             | 秦青卓                | - 潭石原著 - 漫播APP攜手悅耳工作室、729聲工場聯合出品 - 配音導演：喬詩語                                  |
| 2024年   | 貓耳FM       | 《VANITY FAIR(名利場)》              | MANTA-柏聞            | - 貓耳FM、貓耳娛樂_OFFICIAL出品 - 配音導演：幽舞越山                                                      |
| 2024年   | 貓耳FM       | 《金剛不壞 第一季》                  | 丁昭                  | - 里傘原著 - 支枕工作室、729聲工場聯合出品 - 配音導演：楊天翔                                             |
| 2024年   | 貓耳FM       | 《全職高手 第三季 下》               | 周澤楷                | - 蝴蝶藍原著 - 貓耳FM、閱文集團聯合出品 - 配音導演：阿傑、郭浩然                                          |
| 2024年   | 漫播APP      | 《人魚陷落 第四季》                  | 邵文池(金縷蟲)        | - 麟潛原著 - 漫播APP攜手莘羽文化聯合出品 - 配音導演：劉校妤                                               |
| 2023年   | 貓耳FM       | 《花亦山伴你入眠》                   | 花忱                  | |
| 2023年   | 貓耳FM       | 《兼職無常後我紅了 第二季》          | 思空                  | - 拉棉花糖的兔子原著 - 貓耳FM、729聲工場聯合出品 - 自有定義工作室制作 - 配音導演：李詩萌                  |
| 2023年   | 貓耳FM       | 《封白(蝙蝠)》                       | 白少情                | - 風弄原著 - 貓耳FM出品 - 風音工作室制作 - 配音導演：張予佟                                               |
| 2023年   | 喜馬拉雅FM   | 《龍緣》                             | 卿遙                  | - 大風刮過原著 - 光合積木制作 - 配音導演：朱蓉蓉                                                          |
| 2023年   | 漫播APP      | 《為了和諧而奮鬥 第一季》            | 信王                  | - 西子緒原著 - 漫播APP攜手9號小街工作室、729聲工場聯合出品 - 配音導演：劉校妤                             |
| 2023年   | 漫播APP      | 《墜落春夜》                         | 導演                  | - 嚴雪芥原著 - 漫播APP攜手小桃夭工作室、729聲工場聯合出品 - 小桃夭工作室制作 - 配音導演：徐佳琦           |
| 2023年   | 貓耳FM       | 《我有一座冒險屋 第一季》            | 門楠                  | - 我會修空調原著 - 貓耳FM、729聲工場聯合出品 - 人聲海海工作室制作 - 配音導演：劉琮                        |
| 2023年   | QQ音樂       | 《重啟之極海聽雷 第一季》            | 張起靈                | - 南派三叔原著 - 騰訊音樂娛樂集團、量子泛娛聯合出品 - 729聲工場制作 - 配音導演：劉琮                      |
| 2023年   | 漫播APP      | 《貌合神離》                         |                       | - 困倚危楼原著 - 漫播APP携手729声工场联合出品 - 9号小街工作室制作 - 配音導演：金弦                        |
| 2023年   | 貓耳FM       | 《嫁魔 第一季》                      | 戚靈樞                | - 楊溯原著 - 萬代南夢宮上海、貓耳FM聯合出品 - 20Hz工作室制作 - 配音導演：常蓉珊                           |
| 2023年   | 貓耳FM       | 《探虛陵現代篇 第二季》              | 章台柳                | - 君sola原著 - 白澤文化、不知蟬社、君sola制作 - 配音導演：君sola                                          |
| 2023年   | 漫播APP      | 《飛來橫犬 第二季 完結》             | 孫問渠                | - 巫哲原著 - 漫播APP攜手耀蟹文化聯合出品 - 配音導演：黑月光                                               |
| 2023年   | QQ音樂       | 《重啟之極海聽雷 第二季 完結》       | 張起靈                | - 南派三叔原著 - 騰訊音樂娛樂集團、量子泛娛聯合出品 - 729聲工場制作 - 配音導演：劉琮                      |
| 2023年   | 漫播APP      | 《我想在妖局上班摸魚》               | 苗瀝                  | - 江月年年原著 - 漫播APP攜手莘羽文化、729聲工場聯合出品 - 配音導演：劉校妤                                |
| 2023年   | 漫播APP      | 《人魚陷落 第二季》                  | 金縷蟲(邵文池)        | - 麟潛原著 - 漫播APP攜手莘羽文化聯合出品 - 配音導演：劉校妤                                               |
| 2023年   | 快看APP      | 《黑蓮花攻略手冊 第三季》            | 慕聲                  | - 白羽摘雕弓原著 - 陳安妮出品 - 漫道圖像製作 - 配音導演：李詩萌                                           |
| 2023年   | 漫播APP      | 《送君入羅帷 第一季》                | 白無常                | - 龔心文原著 - 漫播APP攜手9號小街、729聲工場聯合出品 - 配音導演：喬詩語                                   |
| 2023年   | 貓耳FM       | 《望余雪》                           | 祁旭                  | - 稷馨原著 - 九懷中文網、729聲工場聯合出品 - 配音導演：李詩萌                                             |
| 2023年   | 貓耳FM       | 《全世界都在等我們分手 第二季 完結》 | 林水程                | - 不是風動原著 - 浮聲繪夢出品制作 - 配音導演：正經太郎                                                    |
| 2023年   | 漫播APP      | 《人魚陷落 第三季》                  | 金縷蟲(邵文池)        | - 麟潛原著 - 漫播APP攜手莘羽文化聯合出品 - 配音導演：劉校妤                                               |
| 2023年   | 漫播APP      | 《刀尖舔蜜》                         | 沈戾                  | - 莫逢君原著 - 七尚文化、729聲工場聯合出品 - 配音導演：蘇尚卿                                             |
| 2023年   | 喜馬拉雅FM   | 《時光代理人》                       | 董易                  | - 喜馬拉雅、嗶哩嗶哩聯合出品 - 隱軒劇社製作 - 配音導演：星潮                                              |
| 2023年   | 網易雲       | 《少爺和我》                         | 王世昌                | - 網易雲音樂、愛奇藝文學、729聲工場聯合出品制作 - 配音導演：徐佳琦                                        |
| 2022年   | 快看APP      | 《將軍令 第一季》                    | 楊梁                  | - 偷偷写文原著 - 陳安妮出品 - 配音導演：李詩萌                                                            |
| 2022年   | 快看APP      | 《黑蓮花攻略手冊 第二季》            | 慕聲                  | - 白羽摘雕弓原著 - 陳安妮出品 - 漫道圖像製作 - 配音導演：李詩萌                                           |
| 2022年   | 貓耳FM       | 《鳳凰圖騰》                         | 卓玉                  | - 淮上原著 - 貓耳FM、729聲工場聯合出品 - 配音導演：劉校妤                                                 |
| 2022年   | 貓耳FM       | 《最後的廠牌》                       | 艾默                  | - APG GAMES出品 - 配音導演：朱雀橙、楊鷗                                                                  |
| 2022年   |              | 《全球高考》                         | 游惑                  | - 木蘇里原著 - 配音導演：溫酒                                                                             |
| 2022年   | 貓耳FM       | 《今夜我在德令哈》                   | 池念                  | - 林子律原著 - 盛晴夏深工作室出品 - 配音導演：閻麽麽、幽舞越山                                            |
| 2022年   | 貓耳FM       | 《黑月光拿穩BE劇本 第一季》          | 稷澤                  | - 藤蘿為枝原著 - 貓耳FM、729聲工場聯合出品 - 微糖工作室制作 - 配音導演：張予佟                            |
| 2022年   | 漫播APP      | 《針鋒對決 第一季 plus版》           | 顧青裴                | - 水千丞原著 - 漫播APP攜手瑯聲雅集、729聲工場聯合出品 - 配音導演：劉校妤                                  |
| 2022年   | 貓耳FM       | 《穿成反派總裁小情人 第一季》        | 連景行                | - 林盎司原著 - 貓耳FM、729聲工場聯合出品 - 配音導演：張予佟                                               |
| 2022年   | 貓耳FM       | 《FINE DAY》                         | MANTA-柏聞            | - 貓耳FM、貓耳娛樂_OFFICIAL出品 - 配音導演：幽舞越山                                                      |
| 2022年   | 漫播APP      | 《沙雕渣攻今天又渣了我》             | 孟齊康                | - 紅口白牙原著 - 漫播APP攜手小桃夭工作室、729聲工場聯合出品 - 小桃夭工作室制作 - 配音導演：郭浩然         |
| 2022年   | 喜馬拉雅FM   | 《千秋》                             | 沈嶠                  | - 夢溪石原著 - 喜馬拉雅、枡榮文化聯合出品 - 枡榮文化製作 - 配音導演：魏超、劉一鳴、余夢慈、謝子溦         |
| 2022年   | 快看APP      | 《針鋒對決》                         | 顧青裴                | - 水千丞原著 - 陳安妮出品 - 留白映畫工作室製作 - 配音導演：金弦                                           |
| 2022年   | 貓耳FM       | 《皇潮樂隊》                         | 常鴻山(MANTA-柏聞)    | - 王說原著 - 貓耳FM、優酷聯合出品 - 微糖工作室制作 - 配音導演：傷洛                                       |
| 2022年   | 貓耳FM       | 《飛灰》                             | 方宥清                | - 余酲原著 - 貓耳FM、729聲工場聯合出品 - 玉蒼紅工作室制作 - 配音導演：劉琮                                |
| 2022年   | 漫播APP      | 《折枝(階下囚)》                     | 陸修文                | - 困倚危樓原著 - 漫播app攜手729聲工場、OLD MAN聯合出品 - 配音導演：李詩萌                                 |
| 2022年   | 漫播APP      | 《折枝(階下囚)》                     | 陸修言                | - 困倚危樓原著 - 漫播app攜手729聲工場、OLD MAN聯合出品 - 配音導演：李詩萌                                 |
| 2022年   | 快看APP      | 《狐狸的陷阱》                       | 蕭尋                  | - Anjeo原著 - 陳安妮出品 - 逐幀世界製作 - 配音導演：星潮                                                  |
| 2022年   | 漫播APP      | 《山有木兮 第一季》                  | 姬珣                  | - 非天夜翔原著 - 漫播APP攜手鯨韻凱歌、OLD MAN聯合出品 - 配音導演：張凱                                    |
| 2022年   | 貓耳FM       | 《一起再出發》                       | MANTA-柏聞            | - 貓耳FM、貓耳娛樂_OFFICIAL出品 - 配音導演：幽舞越山                                                      |
| 2022年   | 貓耳FM       | 《完美無缺 第一季》                  | 文家寧(柯信航)        | - 金剛圈原著 - 貓耳FM、咪波文化聯合出品 - 大鴿工作室制作 - 配音導演：亦之紫F                              |
| 2022年   | 漫播APP      | 《飛來橫犬 第一季》                  | 孫問渠                | - 巫哲原著 - 漫播APP攜手耀蟹文化聯合出品 - 配音導演：黑月光                                               |
| 2021年   | 貓耳FM       | 《全職高手 第三季 上》               | 周澤楷                | - 蝴蝶藍原著 - 貓耳FM、閱文集團聯合出品 - 配音導演：阿傑、郭浩然                                          |
| 2021年   | 貓耳FM       | 《小蘑菇 第一季》                    | 詩人                  | - 一十四洲原著 - 貓耳FM、尋聲工作室、729聲工場聯合出品 - 配音導演：劉校妤                                 |
| 2021年   | 漫播APP      | 《針鋒對決 第二季 完結》             | 顧青裴                | - 水千丞原著 - 漫播APP攜手瑯聲雅集、729聲工場聯合出品 - 配音導演：劉校妤                                  |
| 2021年   | 喜馬拉雅FM   | 《北斗》                             | 淩樞                  | - 夢溪石原著 - 喜馬拉雅、枡榮文化聯合出品 - 枡榮文化製作 - 配音導演：魏超、余夢慈、劉一鳴                 |
| 2021年   | 貓耳FM       | 《全世界都在等我們分手 第一季》      | 林水程                | - 不是風動原著 - 浮聲繪夢出品制作 - 配音導演：正經太郎                                                    |
| 2021年   | 貓耳FM       | 《最後的廠牌》520特別企劃            | 艾默                  | |
| 2021年   | 貓耳FM       | 《相見歡 第三季》                    | 長聘                  | - 非天夜翔原著 - 729聲工場出品 - 配音導演：劉琮、蘇尚卿、徐佳琦                                           |
| 2021年   | 貓耳FM       | 《險象環聲》                         | MANTA-柏聞            | - 貓耳FM、貓耳娛樂_OFFICIAL出品 - 配音導演：幽舞越山                                                      |
| 2021年   | 貓耳FM       | 《六爻 第二季》                      | 周涵正                | - priest原著 - 729聲工場、貓耳FM聯合出品 - 配音導演：蘇尚卿                                               |
| 2021年   | 快看APP      | 《破雲2：吞海 第一季》               | 吳雩                  | - 淮上原著 - 陳安妮出品 - 配音導演：李詩萌                                                                |
| 2021年   | 貓耳FM       | 《都市祭靈師 第一季》                | 祁宏                  | - 藏妖原著 - 紙片人工作室制作出品 - 配音導演：銀跡                                                        |
| 2021年   | 酷狗         | 《星夢偶像計畫 第一季》              | 金羽徹                | - 白熊、煙頭hstone原著 - 雜貨舖工作室製作 - 配音導演：穆雪                                                |
| 2021年   | 貓耳FM       | 《小蘑菇 第二季》                    | 詩人                  | - 一十四洲原著 - 貓耳FM、尋聲工作室、729聲工場聯合出品 - 配音導演：劉校妤                                 |
| 2021年   | 快看APP      | 《黑蓮花攻略手冊 第一季》            | 慕聲                  | - 白羽摘雕弓原著 - 陳安妮出品 - 漫道圖像製作 - 配音導演：李詩萌                                           |
| 2021年   | 喜馬拉雅FM   | 《三體 最終季》                      | 歌者                  | - 劉慈欣原著 - 喜馬拉雅、三體宇宙出品 - 729聲工場製作 - 配音導演：劉琮                                    |
| 2021年   | 貓耳FM       | 《兼職無常後我紅了 第一季》          | 思空                  | - 拉棉花糖的兔子原著 - 貓耳FM、729聲工場聯合出品 - 自有定義工作室制作 - 配音導演：李詩萌                  |
| 2021年   | 貓耳FM       | 《相見歡 第四季》                    | 長聘                  | - 非天夜翔原著 - 729聲工場出品 - 配音導演：劉琮、蘇尚卿、徐佳琦                                           |
| 2020年   | 喜馬拉雅FM   | 《三體 第一季》                      | 牛頓                  | - 劉慈欣原著 - 喜馬拉雅、三體宇宙出品 - 729聲工場製作 - 配音導演：劉琮                                    |
| 2020年   | 貓耳FM       | 《全職高手 第二季 上》               | 周澤楷                | - 蝴蝶藍原著 - 貓耳FM、閱文集團聯合出品 - 配音導演：阿傑、郭浩然                                          |
| 2020年   | 喜馬拉雅FM   | 《三體 第二季》                      | 招待人員              | - 劉慈欣原著 - 喜馬拉雅、三體宇宙出品 - 729聲工場製作 - 配音導演：劉琮                                    |
| 2020年   | 貓耳FM       | 《相見歡 第二季》                    | 長聘                  | - 非天夜翔原著 - 729聲工場出品 - 配音導演：劉琮、蘇尚卿、徐佳琦                                           |
| 2020年   | 貓耳FM       | 《詭秘之主 第一季》                  | 克萊恩.莫雷蒂(周明瑞) | - 愛潛水的烏賊本尊原著 - 起點中文網出品 - 瑯聲工作室製作 - 配音導演：林浪                                 |
| 2020年   | 喜馬拉雅FM   | 《萌萌團歷險記之人魚寶藏 第二季》    | 栗熊                  | |
| 2020年   | 貓耳FM       | 《默讀 第五季》                      | 周懷信                | - priest原著 - 貓耳FM攜手聲音氣球、729聲工場聯合出品 - 配音導演：劉琮、楊天翔                             |
| 2020年   | 貓耳FM       | 《LASER出道日》                      | 柏聞                  | - 貓耳FM出品 - 配音導演：梁曉強                                                                           |
| 2020年   | 貓耳FM       | 《M聲放送x魔道祖師Q版動畫》          | 藍曦臣                | - 墨香銅臭原著                                                                                            |
| 2020年   | 貓耳FM       | 《總裁酷帥狂霸拽 第一季》            | 馬爾斯                | - 語笑闌珊原著 - 貓耳FM、729聲工場聯合出品 - 配音導演：李詩萌                                             |
| 2020年   | 貓耳FM       | 《總裁酷帥狂霸拽 第一季》            | 機場播報              | - 語笑闌珊原著 - 貓耳FM、729聲工場聯合出品 - 配音導演：李詩萌                                             |
| 2020年   | 喜馬拉雅FM   | 《三體 第三季》                      | 牛頓                  | - 困倚危樓原著 - 漫播app攜手729聲工場、OLD MAN聯合出品 - 配音導演：李詩萌                                 |
| 2020年   | 喜馬拉雅FM   | 《三體 第三季》                      | 測試者                | - 困倚危樓原著 - 漫播app攜手729聲工場、OLD MAN聯合出品 - 配音導演：李詩萌                                 |
| 2020年   | 網易雲       | 《骷髏幻戲圖 第一季》                | 李穌                  | - 西子緒原著 - 網易雲音樂出品 - 729聲工場制作、九川工作室協作 - 配音導演：徐佳琦                          |
| 2020年   | 摩點實體販售 | 《季漢草創志》                       | 陳宮                  | - 此聲文化出品 - 配音導演：阿傑、柯暮卿                                                                   |
| 2020年   | 貓耳FM       | 《總裁酷帥狂霸拽 第二季》            | 馬爾斯                | - 語笑闌珊原著 - 貓耳FM、729聲工場聯合出品 - 配音導演：李詩萌                                             |
| 2020年   | 漫播APP      | 《針鋒對決 第一季》                  | 顧青裴                | - 水千丞原著 - 漫播APP攜手瑯聲雅集、729聲工場聯合出品 - 配音導演：劉校妤                                  |
| 2020年   | 貓耳FM       | 《六爻 第一季》                      | 周涵正                | - priest原著 - 729聲工場、貓耳FM聯合出品 - 配音導演：蘇尚卿                                               |
| 2020年   | 喜馬拉雅FM   | 《三體 第四季》                      | 列文                  | - 劉慈欣原著 - 喜馬拉雅、三體宇宙出品 - 729聲工場製作 - 配音導演：劉琮                                    |
| 2019年   | 貓耳FM       | 《不死者 第二季》                    | 羅繆爾                | - 淮上原著 - 貓耳FM、729聲工場聯合出品 - 尋聲工作室制作 - 配音導演：郭浩然、蘇尚卿                        |
| 2019年   | 貓耳FM       | 《默讀 第三季》                      | 周懷信                | - priest原著 - 貓耳FM攜手聲音氣球、729聲工場聯合出品 - 配音導演：劉琮、楊天翔                             |
| 2019年   | 漫播APP      | 《貓鼠遊戲(殺青) 第一季》            | 律師                  | - 天下溪原著 - 貓耳FM、枡榮文化出品 - 枡榮文化製作 - 配音導演：魏超                                       |
| 2019年   | 漫播APP      | 《貓鼠遊戲(殺青) 第一季》            | 探員                  | - 天下溪原著 - 貓耳FM、枡榮文化出品 - 枡榮文化製作 - 配音導演：魏超                                       |
| 2019年   | 漫播APP      | 《貓鼠遊戲(殺青) 第一季》            | 極光                  | - 天下溪原著 - 貓耳FM、枡榮文化出品 - 枡榮文化製作 - 配音導演：魏超                                       |
| 2019年   | 漫播APP      | 《貓鼠遊戲(殺青) 第一季》            | 多集龍套參演          | - 天下溪原著 - 貓耳FM、枡榮文化出品 - 枡榮文化製作 - 配音導演：魏超                                       |
| 2019年   | 貓耳FM       | 《被軟禁的紅》                       | 張思卿                | - 南北逐風原著 - 729聲工場出品 - 配音導演：郭浩然                                                         |
| 2019年   | 貓耳FM       | 《全職高手廣播劇 第一季 上》         | 周澤楷                | - 蝴蝶藍原著 - 貓耳FM、閱文集團聯合出品 - 配音導演：阿傑、郭浩然                                          |
| 2019年   | 貓耳FM       | 《劍出寒山 第一季》                  | 肖停雲(霽霄)          | - 好大一卷衛生紙原著 - 嘛哩嘛哩工作室出品 - 配音導演：張欣宇                                              |
| 2019年   | 貓耳FM       | 《全職高手廣播劇 第一季 下》         | 周澤楷                | - 蝴蝶藍原著 - 貓耳FM、閱文集團聯合出品 - 配音導演：阿傑、郭浩然                                          |
| 2018年   | 貓耳FM       | 《故事酒吧的一千零一夜》             | 講述人                | - 北京人民廣播電台故事廣播、鳳凰網友故事的人頻道聯合製作                                                  |
| 2018年   | 貓耳FM       | 《守戰之約》                         | 周瑜                  | - 峽谷同人局出品 - 配音導演：劉琮                                                                         |
| 2018年   | 貓耳FM       | 《殺破狼 第二季》                    | 了然                  | - priest原著 - 729聲工場出品 - 配音導演：阿傑、楊天翔、劉琮                                               |
| 2018年   | 貓耳FM       | 《不死者 第一季》                    | 羅繆爾                | - 淮上原著 - 貓耳FM、729聲工場聯合出品 - 配音導演：楊天翔、劉琮                                           |
| 2018年   | 貓耳FM       | 《不死者 第一季》                    | 馮文泰                | - 淮上原著 - 貓耳FM、729聲工場聯合出品 - 配音導演：楊天翔、劉琮                                           |
| 2018年   | 貓耳FM       | 《M聲放送x全職高手訪談系列》         | 周澤楷                | |
| 2018年   | 貓耳FM       | 《故事酒吧的一千零一夜》             | 講述人                | - 北京人民廣播電台故事廣播、鳳凰網友故事的人頻道聯合製作                                                  |
| 2018年   | 貓耳FM       | 《殺破狼 第三季》                    | 了然                  | - priest原著 - 729聲工場出品 - 配音導演：阿傑、楊天翔、劉琮                                               |
| 2017年   | 喜馬拉雅FM   | 《夜色深處》                         | 方謹                  | - 中國廣播劇歷史上第一部付費廣播劇 - 淮上原著 - 配音導演：汐玥、顧溪平                                    |
| 2017年   | 貓耳FM       | 《殺破狼 第一季》                    | 了然                  | - priest原著 - 729聲工場出品 - 配音導演：阿傑、楊天翔                                                     |
| 2017年   | 貓耳FM       | 《故事酒吧的一千零一夜》             | 講述人                | - 北京人民廣播電台故事廣播、鳳凰網友故事的人頻道聯合製作                                                  |
| 2017年   | 貓耳FM       | 《M聲放送x全職高手訪談系列》         | 周澤楷                | - 貓耳FM、閱文集團聯合出品                                                                                |
| 2017年   | 貓耳FM       | 《相見歡 第一季》                    | 長聘                  | - 非天夜翔原著 - 729聲工場出品 - 配音導演：劉琮、蘇尚卿                                                   |

## 網配
2015年
- 《男男紀事 men'sworld 第九期 醉行+庆生》婁弦（兼ED美工）
- 《金牌助理 宣傳劇之盧舟篇》蕭毅

2014年
- 《CODE Chapter 1》尹夜
- 《金牌助理 宣傳劇之蕭毅篇》蕭毅

2013年
- 《星辰騎士》宣傳劇歐泊
- 《一秒鐘男神變屌絲》男神/屌絲
- 《一秒鐘男神變屌絲 之二幼教面试篇》男神/屌絲
- 《你怎麼捨得讓我的愛流向海 第二期》蘇銳
- 《晋江拟人小剧场 十周年作者大会特刊（上）作者大会的邀请函》八哥
- 《晋江拟人小剧场 十周年作者大会特刊（下）睡美人》八哥

2012年
- 《愛上他 第二期》鍾嘉北
- 《並非陽光 第三期》何君悦
- 《禍害成患妖成災 第六期、第七期》KAY(元凱)

2011年
- 《禍害成患妖成災 第四期》KAY(元凱)
- 《禍害成患妖成災 第五期》KAY(元凱)
- 《CODE S.Y.M》刑警B
- 《男男紀事｜men'sworld 第八期 武器+烦恼》婁弦（兼ED后期）

2010年
- 《哪隻眼睛看見我是你弟》於意須
- 《男男紀事 men'sworld 第七期 情敌+邂逅》婁弦（兼ED后期）
- 《青梅懷袖，誰可與煮酒 第一期》姬任好
- 《壯志驕陽 第四期》閭丘康
- 《禍害成患妖成災 第三期》KAY(元凱)
- 《愛上他 第一期》鍾嘉北

2009年
- 《天生絕配 第二期》宋子伊
- 《天生絕配 第三期》宋子伊
- 《禍害成患妖成災 預告》KAY(元凱)
- 《禍害成患妖成災 第一期》KAY(元凱)
- 《禍害成患妖成災 第二期》KAY(元凱)
- 《進化 第四期 暗涌》林潤夕
- 《壯志驕陽 第三期》閭丘康
- 《男男紀事 men'sworld 第四期 癖好+性感》婁弦（兼ED后期）
- 《男男紀事 men'sworld 第五期 初恋+蜜月》婁弦（兼ED后期）
- 《男男紀事 men'sworld 第六期 味道+灯泡》婁弦（兼ED后期）
- 《你怎么舍得让我的爱流向海 预告》蘇銳
- 《你怎么舍得让我的爱流向海 第一期》蘇銳（兼ED后期）
- 《清明记 预告之正直第一版》清明
- 《清明记 预告之另类第二版》清明
- 《清明记 第一回 雨落惊鸿》清明
- 《並非陽光 預告》何君悅
- 《並非陽光 第一期》小萧/何君悦
- 《並非陽光 第二期》何君悦
- 《又一春 第一期》裴其宣（兼ED后期）

2008年
- 《進化 第二期 原点》林潤夕
- 《進化 第三期 指尖星光》林潤夕
- 《男男紀事 men'sworld 第一期 吵架＋出差》婁弦（兼ED后期）
- 《男男紀事 men'sworld 第二期 恐怖片＋夜宵》婁弦（兼ED后期）
- 《男男紀事 men'sworld 第三期 情书+说谎》婁弦（兼ED后期）
- 《壯志驕陽 第二期》閭丘康
- 《三妻四妾之秦府八主子》魏麒兒
- 《七月亂世九日為鴉 正章上》樓何似
- 《七月亂世九日為鴉 正章下》樓何似
- 《青梅懷袖，誰可與煮酒 預告》姬任好
- 《天生絕配 第一期》宋子伊

2007年
- 《網遊之少年絕色 预告之童话篇》季子禾（小禾流水）（兼导演、音频后期、监制）
- 《網遊之少年絕色 预告之江湖篇》季子禾（小禾流水）（兼导演、监制）
- 《網遊之少年絕色 第一期》小禾流水
- 《進化 預告》林潤夕
- 《進化 第一期 似颜绘》林潤夕
- 《又一春 預告》裴其宣（兼导演、音频后期）
- 《又一春 番外 歲歲花開》裴其宣（兼导演、音频后期）
- 《壯志驕陽 第一期》閭丘康
- 《壯志驕陽 番外元寶觀察日記—初夜記》小康
- 《七月亂世九日為鴉 序幕》樓何似

### 遊戲（陸服）
2025年
- 2月11日，《逆水寒》凌琅
- 8月15日，《王者榮耀》奕星（守夜人皮膚）

2024年
- 5月，《崩坏：星穹铁道》艾利欧

2023年
- 3月24日，《以閃亮之名》蓝殊
- 4月11日，《彼界》拉法叶·奥古斯
- 7月25日，《摇光录：乱世公主》蕭淮初
- 12月6日，《万华弧光》童临/銀杉
- 12月14日，《賽爾計劃》狄修斯

2022年
- 3月19日，《忘川風華錄》王陽明
- 7月15日，《花亦山心之月》花忱
- 9月21日，《阴阳师》须佐之男

2021年
- 3月31日，《小森生活》男玩家
- 6月12日，《剑网3指尖江湖》东方宇轩
- 8月27日，《小浣熊百将传》燕青/张顺
- 9月16日，《神都夜行录》相柳
- 10月15日，《仙剑奇侠传七》古柏　※單機

2020年
- 7月30日，《墨魂》王維
- 7月30日，《未定事件簿》夏彥
- 8月7日，《掌門在上》蘇慈
- 12月18日，《靈貓傳》祁清和

2019年
- 5月21日，《雲夢四時歌》四鸞銜授鏡
- 9月3日，《食物語》松鼠鱖魚/片兒川/黑胡椒蟹
- 9月5日，《恋世界》北月云庭
- 10月24日，《大富翁10》约翰乔
- 11月29日，《狐妖小紅娘》毒公子
- 《剑侠情缘网络版3》源思弦　※網遊

2016年
- 11月3日，《全職高手手遊》周澤楷

小程序
- 2018年，《克拉克拉甜蜜致電》周子弦

未上架
- 《最後的廠牌》艾默
- 《星耀購物街》林霽
- 《鹿鼎记》行痴
- 《代号：函数塔》童憐

### 旁白
節目
- 2015年3月5日，《街头商学院 第二季》
- 2014年11月10日，《街头商学院 第一季》

遊戲
- 2016年6月12日，《蜀山缥缈录》之奇术宣传片

## 出演

### 網路劇
- 2021年4月9日，《聲戀時代》金館長

### 網路節目
- 2020年6月2日，《聲控大作戰4》（王者榮耀）
- 2019年12月31日，《聲控宅急送》（和平精英）
- 2019年4月13日，《聲控大作戰3》（王者榮耀）
- 2018年4月6日，《聲控大作戰2》（王者榮耀）
- 2017年12月4日，《聲控大作戰》（王者榮耀）

## 音樂作品

### 個人專輯
| 發行日期       | 專輯名稱                      | 曲目 |
| -------------- | ----------------------------- | --- |
| 2024年12月6日  | 數位專輯《深時》              | 曲目 1. 時間木筏 2. 半生晴天（作詞） 3. 極星宇宙                                                                                     |
| 2017年10月27日 | 實體專輯《分裂Schizophrenia》 | 曲目 1. 格林的悲伤(作詞/作曲) 2. 十二月的盛夏 3. 时光的长河 4. 余生如晦 5. 假如人间只剩我们 6. 林花又开 7. 最佳剧情 8. 虚无之徒      |
| 2016年5月22日  | 實體專輯《弦外之音》          | 曲目 1. 日出的方向(作詞/作曲) 2. 月光(作詞/作曲) 3. 雨落的声音(作詞/作曲) 4. 再见一面(作詞/作曲) 5. 捕心 6. 爱的指数 7. 闻说 8. 年华 |

### 虛擬男團
※MANTA，2021年7月12日出道，隊長柏闻(cv金弦)、江恪(cv張福正)、季少一(cv胡良伟)、许向安(cv谷江山)、许向宁(cv孙路路)
- 2025年7月12日，《瘋人院》
- 2025年5月3日，《重啟》（與LASER合唱）
- 2025年2月11日，《奔赴》（貓耳十週年推廣曲，大合唱）
- 2025年2月8日，《當問》
- 2024年10月4日，《谜宫》
- 2024年7月12日，《小夜曲》
- 2024年6月29日，《潮汐》
- 2024年1月31日，《如伥》
- 2023年12月16日，《無聲海嘯》（海洋公益歌曲）
- 2023年11月26日，《艺术的乞丐》
- 2023年8月22日，《如君愿》（摇光录：乱世公主，推广曲）
- 2023年7月12日，《溺火》
- 2023年2月26日，《光與影》
- 2023年1月25日，《声波派对》（破億紀念單曲，與LASER合唱）
- 2023年1月16日，《断臂的维纳斯》（特別紀念單曲）
- 2022年10月31日，《思無字》
- 2022年7月12日，《WHY》
- 2022年1月29日，《诺亚》
- 2021年9月25日，《该隐》
- 2021年7月12日，《SIREN》

### 單曲、合作曲
| 公開日         | 歌名                       | 作品                                            | 備註                                       |
| -------------- | -------------------------- | ----------------------------------------------- | ------------------------------------------ |
| 2025年6月7日   | 《Map Of Dreams》          | 動畫《時光代理人》                              | 與蘇尚卿、楊天翔、李詩萌、趙路、劉照坤合唱 |
| 2025年2月26日  | 《玻璃》                   | 广播剧《金剛不壞 第一季》                       |                                            |
| 2025年1月31日  | 《陷入我梦里》             | 广播剧《深巷有光 第二季》                       | 與兰陶倚合唱                               |
| 2025年1月23日  | 《深巷有光》               | 广播剧《深巷有光 第二季》                       | 與兰陶倚合唱                               |
| 2025年1月22日  | 《百战成诗2025》           | 手游《王者榮耀》                                | 多人合唱                                   |
| 2025年1月16日  | 《契-Resonance》           | 手遊《未定事件簿》                              | 與趙路、楊天翔、莫弈合唱                   |
| 2024年12月24日 | 《SHAKE》                  | 广播剧《過氣天團 第一季》                       | 與苏尚卿、张福正、吕书君、郭浩然合唱       |
| 2024年11月14日 | 《簌簌》                   | 广播剧《深巷有光 第二季》                       |                                            |
| 2024年11月7日  | 《夜奔》                   | 广播剧《深巷有光 第二季》                       | 與兰陶倚合唱                               |
| 2024年9月27日  | 《我死我生》               | 广播剧《铜雀锁金钗》                            |                                            |
| 2024年9月26日  | 《无人生还》               |                                                 |                                            |
| 2024年9月17日  | 《蓝色月亮》               |                                                 |                                            |
| 2024年7月25日  | 《陷入我梦里》             | 广播剧《深巷有光 第一季》                       |                                            |
| 2024年6月25日  | 《水火相容》               | 广播剧《水火難容》                              | 與順子合唱                                 |
| 2024年6月2日   | 《深巷寻光》               | 广播剧《深巷有光 第一季》                       | 與兰陶倚合唱                               |
| 2024年5月18日  | 《相照》                   | 動畫《金吾衛之風起金陵》                        | 與楊天翔合唱                               |
| 2024年2月10日  | 《風又起》                 | 广播剧《刀劍甜蜜》                              | 與張福正合唱                               |
| 2024年2月06日  | 《百战成诗2024》           | 手游《王者榮耀》                                | 多人合唱                                   |
| 2023年5月28日  | 《佞者》                   | 《代餐系列》                                    | 念白                                       |
| 2023年3月12日  | 《越人歌》（姬珣版）       | 广播剧《山有木兮》                              |                                            |
| 2023年1月13日  | 《百战成诗 · 2023》        | 手游《王者榮耀》                                | 多人合唱                                   |
| 2023年1月6日   | 《熠熠》                   | 广播剧《完美無缺》                              | 第六集OST                                  |
| 2022年12月23日 | 《而你》                   | 广播剧《完美無缺》                              | 第四集OST                                  |
| 2022年12月16日 | 《木偶》                   | 广播剧《完美無缺》                              | 第二集OST                                  |
| 2022年12月16日 | 《趁著月光》               | 广播剧《完美無缺》                              | 第一集OST                                  |
| 2022年12月13日 | 《缺口》                   | 广播剧《完美無缺》                              | 與趙成晨合唱                               |
| 2022年11月2日  | 《不堪折》                 | 广播剧《折枝》                                  | 與谷江山合唱                               |
| 2022年9月20日  | 《和小王子漫游星球》       | 《下午三點系列》                                |                                            |
| 2022年8月30日  | 《夜明》                   |                                                 |                                            |
| 2022年7月14日  | 《心之月》                 | 手遊《花亦山心之月》                            | 與姜廣濤合唱                               |
| 2022年6月26日  | 《見聞山海》               | 《盜墓筆記16周年紀念曲》                        | 張起靈CV                                   |
| 2021年10月26日 | 《脆弱感》                 | 《同感五部曲系列》                              |                                            |
| 2021年7月9日   | 《肆骨》                   | 广播剧《针锋对决》                              | 與谷江山合唱                               |
| 2021年4月1日   | 《一味相传》               | 手遊《食物语》                                  | 多人合唱                                   |
| 2021年3月1日   | 《大好人間》               | 劇情歌《見江山》                                | 顾雪绛CV                                   |
| 2020年12月21日 | 《针锋》                   | 广播剧《针锋对决》                              | 與谷江山合唱                               |
| 2020年5月25日  | 《百战成诗》               | 手游《王者榮耀》                                | 多人合唱                                   |
| 2020年5月20日  | 《渡约》                   | 劇情歌《将进酒》                                | 姚温玉CV                                   |
| 2020年2月8日   | 《知音少》                 | 劇情歌《将进酒》                                | 姚温玉CV                                   |
| 2019年9月13日  | 《沉浮谱》                 | 專輯《乐隐长歌—神音再临》                       | 常先CV                                     |
| 2019年8月22日  | 《空空境》                 | 《二哈和他的白猫师尊》                          | 师昧CV                                     |
| 2019年7月30日  | 《梦想的起点》             | 《729聲工場三周年紀念曲》                       | 多人合唱，兼錄音指導                       |
| 2018年12月31日 | 《扶摇山音》               | 劇情歌《六爻》                                  | 严争鸣CV                                   |
| 2018年10月5日  | 《若花怜蝶》               | 劇情歌《天官赐福》                              | 謝怜CV                                     |
| 2017年11月29日 | 《愿，岁月知你》           |                                                 | 與情桑合唱                                 |
| 2017年11月9日  | 《烟云半生》               | 網遊《黑化徒弟养成攻略》                        |                                            |
| 2017年8月29日  | 《天谕·何归》              | 網遊《天諭》                                    | 與KBShinya合唱                             |
| 2017年9月30日  | 《林花又開》               | 廣播劇《相見歡》                                |                                            |
| 2016年12月16日 | 《业火如刹》               | 網遊《天諭》                                    | 與李向哲、特曼合唱                         |
| 2016年9月22日  | 《漠上千年行》             |                                                 | 張騫CV                                     |
| 2016年8月22日  | 《Endless Stories》        | 动画《灵契》                                    | 僅英文版作詞                               |
| 2016年8月9日   | 《江山雪》                 | 專輯《酒酿相思》                                | 念白                                       |
| 2015年         | 《世界为你谢幕》           | 廣播劇《男男紀事｜men'sworld 第九期 醉行+庆生》 |                                            |
| 2012年         | 《启程》                   | 廣播劇《愛上他 第二期》                         |                                            |
| 2010年         | 《生命中温暖而美好的事情》 | 廣播劇《愛上他 第一期》                         |                                            |
| 2010年         | 《心晴》                   | 廣播劇《男男紀事 men'sworld 第七期 情敌+邂逅》  |                                            |
| 2009年         | 《不做你的情人》           | 廣播劇《你怎么舍得让我的爱流向海 第一期》       |                                            |
| 2009年         | 《唱晚诗》                 | 廣播劇《男男紀事 men'sworld 第五期 初恋+蜜月》  |                                            |
| 2008年         | 《蛾》                     | 廣播劇《男男紀事 men'sworld 第三期 情书+说谎》  |                                            |
| 2008年         | 《指尖星光》               | 廣播劇《進化 第三期 指尖星光》                  | 與超正小籠包合唱                           |
| 2008年         | 《花葬》                   | 廣播劇《男男紀事 men'sworld 第一期 吵架＋出差》 |                                            |
| 2007年         | 《金鱼花火》               | 廣播劇《網遊之少年絕色 第一期》                 |                                            |

### 翻唱
※重新錄製
| 公開日         | 歌名                 | 原唱                                         | 備註                 |
| -------------- | -------------------- | -------------------------------------------- | -------------------- |
| 2021年12月20日 | 《往後餘生》         | 馬良                                         |                      |
| 2021年6月11日  | 《四季予你》         | 程響                                         |                      |
| 2021年4月10日  | 《勾指起誓》         | 洛天依                                       |                      |
| 2020年12月5日  | 《未定的註定》       | 胡夏（手遊未定事件簿）                       |                      |
| 2019年12月22日 | 《雪落下的聲音》     | 陸虎（電視劇延禧攻略）                       |                      |
| 2019年12月4日  | 《世界上的另一個我》 | 阿肆、郭采潔                                 | 與蘇尚卿合唱         |
| 2019年4月30日  | 《起風了》           | 買辣椒也用券                                 |                      |
| 2019年3月2日   | 《Ce rêve bleu》     | Karine Costa & Daniel Levi（動畫電影阿拉丁） | 法語版，與劉校妤合唱 |
| 2019年1月15日  | 《Let It Go》        | Idina Menzel（動畫電影冰雪奇緣）             | 七國語言版           |
| 2018年12月27日 | 《我要你》           | 老狼、任素汐（電影驴得水）                   | 與蘇尚卿合唱         |
| 2018年12月10日 | 《不染》             | 毛不易（电视剧香蜜沉沉烬如霜）               |                      |
| 2018年11月8日  | 《撒野》             | 林一卡（廣播劇撒野）                         |                      |
| 2018年9月23日  | 《時間飛行》         | 白宇、朱一龍（網絡劇鎮魂）                   |                      |
| 2017年10月20日 | 《天諭》             | 胡彥斌（動畫天諭）                           | 與樂正龍牙合唱       |
| 2017年10月10日 | 《大魚》             | 周深（動畫電影大魚海棠）                     | 與蘇尚卿合唱         |
| 2017年8月11日  | 《空》               | 林志炫（電影悟空傳）                         |                      |
| 2017年8月11日  | 《灰色调爱情》       | 陳奕迅（斯德哥爾摩情人）                     |                      |